# Den lärjunge som Jesus älskade

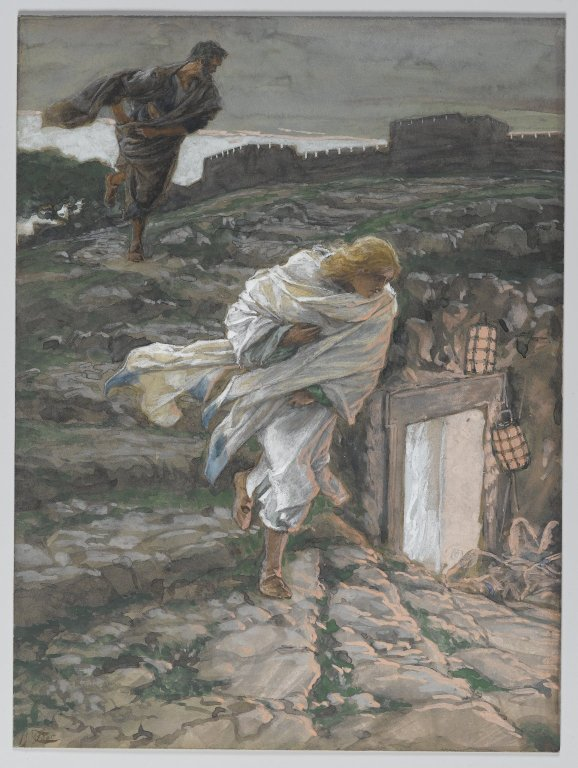
Den älskade lärjungen anländer till gravkammaren före Petrus, av James Tissot cirka 1886–1894.

Frasen den lärjunge som Jesus älskade (grekiska: ὁ μαθητὴς ὃν ἠγάπα ὁ Ἰησοῦς, ho mathētēs hon ēgapā ho Iēsous) eller, i John 20:2, lärjungen älskad av Jesus (grekiska: ὃν ἐφίλει ὁ Ἰησοῦς, hon ephilei ho Iēsous) förekommer sex gånger i Johannesevangeliet, men inte i någon annan del av Nya testamentet.
Sedan första århundradet har den älskade lärjungen vanligtvis identifierats som evangelisten Johannes. Men det har även föreslagits att lärjungen är Lasaros, Maria Magdalena, en okänd präst, lärjunge, eller Jesus bror Jakob.